# أليك تشامبيرس
أليك تشامبيرس (بالإنجليزية: Alec Chambers)‏؛ مغني وعازف جيتار معروف على نطاق واسع بقناته على يوتيوب، وقد اكتسب شعبية هناك لأغانيه الصوتية والغيتارية من الموسيقى الشعبية، فضلا عن إصدارات الأغاني الأصلية.

## قبل الشهرة
بدأ قناته على يوتيوب في 15 سبتمبر 2009.

## شهرته
لقد جمع أكثر من مليوني مشاهدة على قناته على يوتيوب. أصدر أول ألبوم له EP Whole Again في فبراير 2015.